# Franklinella
Franklinella is een geslacht van uitgestorven kreeftachtigen uit de klasse van de Ostracoda (mosselkreeftjes).

## Soorten
- Franklinella calcarata (Richter, 1856) Pribyl, 1950 †
- Franklinella curvata Kupfahl, 1956 †
- Franklinella septecosta Stewart & Hendrix, 1945 †